# Steinkiste von Sødisbakke
Die Steinkiste von Sødisbakke liegt südöstlich vom jütländischen Ort Mariager in Dänemark nahe dem Wasserturm des Sødisbakke Instituts in einem niedrigen Wall. 
Die rechteckige Steinkiste ist etwa 2,5 m lang und 1 m breit. Die heute oben offene Kiste ist aus neun Megalithen errichtet. Am westlichen Ende gibt es einen Schlussstein in situ, während der am östlichen Ende verkippt ist. Die Steinkiste gehört chronologisch ans Ende der jüngeren Steinzeit, die in Dänemark auch als Steinkisten- oder Dolchzeit bezeichnet wird. In der Regel wurden die Kisten aus flachen gespalteten Steinplatten errichtet. Es gibt auch Gegenden, wo Findlinge mit einer flachen Seite verwendet wurden, was stellenweise auch hier der Fall ist. Die Kisten wurden mit Platten abgedeckt und durch einen Steinhaufen und einen niedrigen Erdhügel bedeckt. 
Die Grabbeigaben entsprachen der Periode, für die flache Feuersteindolche charakteristisch sind. Sie bestanden aus Pfeilspitzen aus Feuerstein, einem kleinen Tongefäß, einem seltenen Feuerbesteck, Werkzeugen zum Glätten der Pfeilschäfte, Schieferanhängern und Bernsteinperlen.